# Phlegetonia bifascies
Phlegetonia bifascies är en fjärilsart som beskrevs av George Francis Hampson 1912. Phlegetonia bifascies ingår i släktet Phlegetonia och familjen nattflyn. Inga underarter finns listade i Catalogue of Life.